# Aux yeux des vivants
Aux yeux des vivants è un film del 2014 diretto da Alexandre Bustillo e Julien Maury.
Il film è stato presentato in anteprima mondiale il 10 marzo 2014 al South by Southwest e narra la storia di tre giovani ragazzi che scoprono che la loro apparentemente banale città nasconde un orribile segreto.

## Trama
Tre amici adolescenti decidono di voler iniziare subito le vacanze estive, così decidono di saltare l'ultimo giorno di scuola per andare a divertirsi un po'. Le loro avventure quel giorno li mettono nei guai, il che li porta a vagare in uno studio cinematografico abbandonato chiamato Blackwood Studios situato ai margini della città. I ragazzi sono inorriditi quando vedono un uomo con una maschera da clown che trascina una donna incatenata attraverso il parcheggio. Riescono a fuggire e cercano di coinvolgere la polizia, solo che la polizia li ignora. Gli adolescenti decidono quindi di tornare nelle rispettive case, ignari che l'uomo mascherato e i loro padri stanno progettando di vendicarsi di loro.

## Produzione
Bustillo e Maury hanno annunciato per la prima volta i piani di girare Aux yeux des vivants nel 2012 e le riprese avrebbero dovuto iniziare nel sud-ovest della Francia nella primavera del 2013. I fondi per il film sono stati raccolti attraverso una campagna di crowdsourcing di successo. Le riprese sono iniziate nel giugno 2013 e un trailer del film è stato rilasciato nel marzo 2014.
Il film è stato girato con un budget stimato di 2.300.000 euro.

## Accoglienza
Marc Savlov di The Austin Chronicle ha definito il film "una pietra miliare maledettamente buona" per il cinema nouveau guignol, e ha continuato dicendo che era "sublime, comico e agghiacciante nel modo più oscuro." Ryan Turek di Coming Soon ha risposto positivamente a Aux yeux des vivants, scrivendo: "Il film non è troppo profondo a livello sottotestuale, ma è un solido esercizio di puro terrore." Dopo aver assistito ad una proiezione cinematografica del film, Zach Gayne di Screen Anarchy ha offerto grandi elogi a Aux yeux des vivants, scrivendo "La tensione in Aux yeux des vivants è così spessa che ha generato meccanismi di coping collettivi, in cui gli estranei vicini hanno bloccato gli occhi quando non potevano sopportare di guardare lo schermo più a lungo." Mentre Evan Dickson di Bloody Disgusting ha criticato la prima metà "un po' traballante" del film, è andato a lodare il suo "ultimo atto assolutamente folle ed efficace." Scrivendo per la rivista Fangoria, Samuel Zimmerman ha dato ad Aux yeux des vivants un punteggio di 2½ su 4, elogiando il suo inquietante cattivo e l '"uso completamente punitivo della violenza" che il film ha impiegato quando finalmente "cambia marcia in un territorio slasher."
Chris Bumbray di Arrow in the Head ha trovato che, sebbene il film sia stato "realizzato con abilità", non era anche "niente di particolarmente speciale, e un film piuttosto noioso." Debi Moore di Dread Central ha avuto una risposta tiepida al film, assegnandogli un punteggio di 2/5 e scrivendo: "Aux yeux des vivants  è tecnicamente buono come ci si può aspettare da due registi con una visione superiore ma cade male. con la sua narrativa di protagonisti inimmaginabili, cattivi poco inventivi e una riluttanza a spingere i limiti tanto quanto sembra voler." Drew Taylor di IndieWire ha criticato il film, sostenendo che era "decisamente brutto" prima di concludere succintamente: "È disordinato, è cruento senza mai essere gratificante, e non ha assolutamente senso."

## Riconoscimenti
- 2014 - South by Southwest
  - Candidatura Audience Award ad Alexandre Bustillo e Julien Maury[14]